# Okuda Gensō
Okuda Gensō (japanisch 奥田 元宋, wirklicher Name bei gleicher Lesung: 奥田 厳三; geb. 7. Juni 1912 in Yawata, Präfektur Hiroshima; gest. 15. Februar 2003) war ein japanischer Maler der Nihonga-Richtung  während der Shōwa-Zeit.

## Leben und Werk
Nachdem Okuda bereits in der Mittelschule in Ölmalerei Unterricht bekommen hatte,  ging er nach Tokio, wo er 1931 Student von Kodama Kibō (1898–1971) wurde. Er entwarf  auch  Schauspiele, kehrte dann aber zur Malerei zurück. Seine erste Auszeichnung bekam er auf der  Shin-Bunten-Ausstellung 1931 und eine noch bedeutendere auf der Ausstellung von 1938. Er stellte weiterhin auf der Shin-Bunten und nach dem Weltkrieg auch auf der Nitten-Ausstellung aus. Auf der 5. Shin-Nitten Ausstellung 1962 gewann er mit seinem Bild „磐梯“ (Berg Bandai) sowohl den Preis des Kultusministers (文部大臣賞; Mombudaijin shō) als auch den Preis der Japanischen Akademie der Künste. 1974 wurde er Mitglied der Akademie der Künste und 1977 Direktor der Nitten-Ausstellung. Er hatte Einzelausstellungen in den Jahren 1946, 1947, 1952, 1964, 1970, 1975 und 1978. – 1981 wurde Okuda als Person mit besonderen kulturellen Verdiensten ausgezeichnet, 1984 folgte die Auszeichnung mit dem Kulturorden.
Als ein Mann mit vielen Talenten studierte Okuda Tanka-Dichtkunst unter Ubukata Tatsue (生方 たつゑ; 1905–2000) und chinesische Dichtkunst unter Tachigake Rozan und Masuda Airin. Seine Bilder, die sich meistens mit Berglandschaften befassen, sind durch einen Hauch Unmittelbarkeit und eine klare Farbgebung, oft auch in Rot, gekennzeichnet. Typische Werke sind „待月“ (Taigetsu, warten auf den Mond; 1949) im Kunstmuseum der Präfektur Hiroshima und „Gemmei“ (Dunkelheit; 1974) im Yamatane-Kunstmuseum.
2008 wurde in Miyoshi das „Okuda Genso-Sayume Kunstmuseum“ (奥田元宋・小由女美術館が開館, Okuda Genso-Sayume bijutsukan) für ihn und seine Frau Sayume, eine Gestalterin von Puppen, eröffnet.